# 임채성
임채성(1986년 5월 24일 ~ )은 대한민국의 전직 스타크래프트 프로게이머이다. CuteBOy[gm]이라는 아이디를 사용하며, 종족은 테란이다.
2004년 삼성전자 칸에 입단하며 프로게이머 생활을 시작했다.
2009년 12월 공식적으로 은퇴 공시가 발표되었다.

## 수상 경력
- 2003년 5월 광주 라이코스틱 전국 연합 대회 준우승
- 2003년 10월 제1회 마우이앤썬 메가웹스테이션 대회 8강
- 2003년 11월 제2회 마우이앤썬 메가웹스테이션 대회 준우승
- 2003년 12월 제3회 마우이앤썬 메가웹스테이션 대회 우승
- 2004년 6월 KBC 청소년 게임대전 4위
- 2004년 6월 제2회 커리지 매치 입상
- 2004년 8월 KBC 길드 최강전 우승
- 2004년 10월 iTV 신인왕전 4강